# Mirigioaia, Mureș
Mirigioaia este un sat în comuna Hodac din județul Mureș, Transilvania, România.